# Челич, Давид
Давид Челич (швед. David Ćelić; род. 8 марта 2003, Стокгольм) — шведский футболист, вратарь «Сириуса».

## Клубная карьера
Футболом начал заниматься в команде «Фарста». Затем перешёл в академию столичного «Юргордена». В июле 2021 года в связи с травмой Александра Васютина был переведён в основную команду клуба. В сентябре того же года впервые попал в заявку команды на матч чемпионата Швеции с «Эстерсунда», но на поле не выходил. В марте 2022 года на правах аренды перешёл в «Карлберг». За время аренды принял участие в 18 матчах второго дивизиона. В конце сезона покинул «Юргорден» в связи с истечением контракта.
20 февраля 2023 года подписал контракт на два года с «Йёнчёпингс Сёдра». Первую игру за новый клуб провёл 20 мая в рамках Суперэттана против ГАИС, появившись на поле в середине первого тайма. По окончании сезона расторг контракт с командой.
В феврале 2024 года перешёл в «Сириус», с которым заключил соглашение на четыре года. Впервые в составе клуба появился на поле 20 августа в игре второго раунда кубка страны с «Карлстадом». 10 ноября в матче последнего тура против ГАИС дебютировал в чемпионате Швеции, появившись на поле в стартовом составе.

## Клубная статистика
| Выступление      | Выступление      | Выступление      | Лига | Лига | Кубки | Кубки | Конт. кубки | Конт. кубки | Итого | Итого |
| Клуб             | Лига             | Сезон            | Игры | Голы | Игры  | Голы  | Игры        | Голы        | Игры  | Голы  |
| ---------------- | ---------------- | ---------------- | ---- | ---- | ----- | ----- | ----------- | ----------- | ----- | ----- |
| Карлберг         | Дивизион 2       | 2022             | 18   | -23  | 0     | 0     | 0           | 0           | 18    | -23   |
| Карлберг         | Итого            | Итого            | 18   | -23  | 0     | 0     | 0           | 0           | 18    | -23   |
| Йёнчёпингс Сёдра | Суперэттан       | 2023             | 13   | -25  | 1     | -3    | 0           | 0           | 14    | -28   |
| Йёнчёпингс Сёдра | Итого            | Итого            | 13   | -25  | 1     | -3    | 0           | 0           | 14    | -28   |
| Сириус           | Алльсвенскан     | 2024             | 1    | -2   | 1     | -1    | 0           | 0           | 2     | -3    |
| Сириус           | Итого            | Итого            | 1    | -2   | 1     | -1    | 0           | 0           | 2     | -3    |
| Всего за карьеру | Всего за карьеру | Всего за карьеру | 32   | -50  | 2     | -4    | 0           | 0           | 34    | -54   |